# Eric Ericsson i Väsby
Johan Eric Ericsson (i riksdagen kallad Ericsson i Väsby), född 30 mars 1831 i Viby församling, Örebro län, död 28 juni 1887 i Kräcklinge församling, Örebro län, var en svensk hemmansägare och riksdagsman.
Ericsson var hemmansägare i Väsby i Örebro län och ledamot av riksdagens andra kammare.